# Silvio Fiorillo
Silvio Fiorillo, né à Capoue vers 1565 et mort vers 1634, est un acteur de théâtre et dramaturge italien, interprète de la Commedia dell'Arte. Il est connu pour avoir popularisé le personnage de Polichinelle.
Les informations biographiques sur Fiorillo sont très limitées : fils du dramaturge Tiberio Fiorillo, on sait qu'il est originaire de Capoue et qu'il a rejoint la Compagnia degli Uniti, une compagnie théâtrale qui s'est produite en Italie et en Europe entre 1578 et 1640.
Dans la compagnie, Fiorillo était celui qui endossait le déguisement du capitaine Matamore, mais c'est Pulcinella qui l'a rendu célèbre : il semble qu'il ait été le premier acteur à créer et interpréter ce personnage napolitain.
Il est l'auteur de plusieurs comédies significatives :
- 1605 : L'amor giusto, egloga pastorale in Napolitana e toscana lingua di Silvio Fiorillo da Capua detto capitano di Mattamoros (Juste amour, églogue pastorale en langue napolitaine et toscane de Silvio Fiorillo da Capua dit capitaine de Matamore)
- 1611 : La ghirlanda (La guirlande)
- 1611 : Li capitani vanagloriosi (Les capitaines vantards)
- 1632 : La Lucilla costante con le ridicole disfide e prodezze di Policinella (Lucille constante avec les défis et exploits ridicules de Policinella, écrit en 1609 mais publié après la mort de l'auteur).